# Vokalquantität

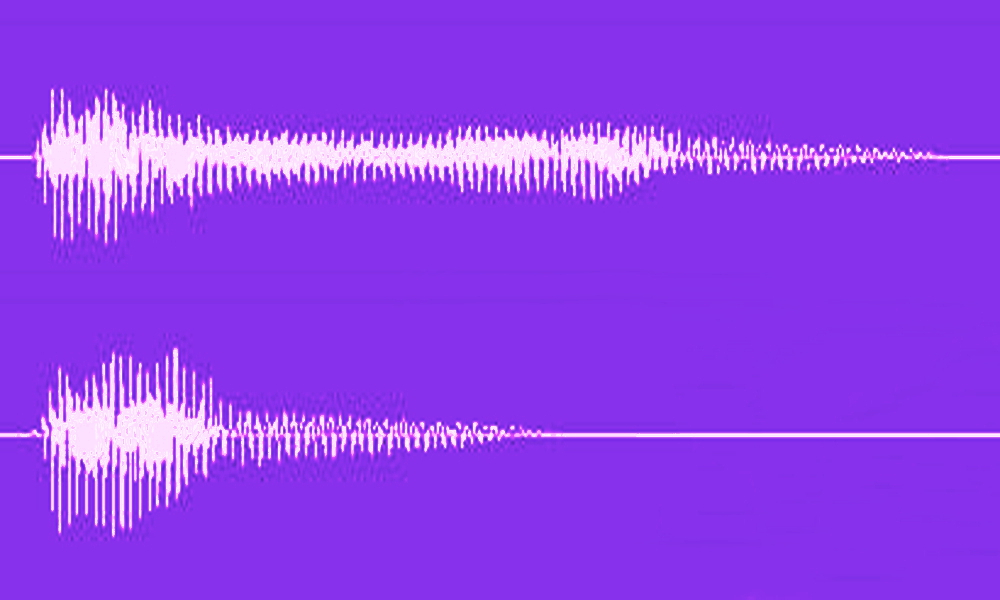
Der Klang der Wörter Bahn und Bann im Vergleich. Bahn (oben) wird mit einem langen [a:] gesprochen, Bann (unten) mit einem kurzen [a].

Als Vokalquantität wird in der Sprachwissenschaft die Quantität, das heißt die Länge gesprochener Vokale bezeichnet. Vokale können in vielen Sprachen kurz oder lang gesprochen werden.
Das Vokaltrapez, das die Vokalqualität beschreibt, berücksichtigt die Merkmale „Vertikallage der Zunge“, „Horizontallage der Zunge“ und „Lippenstellung“. Mit der Vokalquantität kommt zu diesem Modell eine weitere Dimension hinzu.

## Vokalquantität im Deutschen

### Geschichte
Eine Opposition von Kurz- und Langvokalen bestand bereits im Urindogermanischen und im Urgermanischen. Die romanischen, die slawischen und die baltischen Sprachen haben diese Opposition fast überall verloren, ebenso wie das Griechische, Armenische und Albanische. Auch das Ursemitische kannte dieselbe Opposition, die jedoch im Gegensatz zu den Indogermanischen Sprachen weitgehend erhalten blieb. Das Gleiche gilt für das Ur- oder Proto-Finnische.
In der wissenschaftlichen Literatur zum Germanischen werden Langvokale durch einen Überstrich oder einen Zirkumflex gekennzeichnet.

#### Althochdeutsch
Am Übergang zum Althochdeutschen wurden im 7./8. Jahrhundert zwei der urgermanischen Diphthonge zu Langvokalen: ai wurde vor r, w, h zu ē, und au vor h oder Dentalen wurde zu ahd. ō. Beispiele:
- got. saiws → ahd. sē(o) „sehen“
- got. rauþs → ahd. rōt „rot“

Umgekehrt wurden im 8./9. Jahrhundert zwei der urgermanischen Langvokale diphthongiert: ē wurde zu ahd. ia/ie, und ō zu ahd. uo. Beispiele:
- got. hēr → ahd. hiar/hier „hier“
- got. brōþar → ahd. bruodar „Bruder“

Neben ē und ō erschienen im Althochdeutschen auch die Langvokale ā, ī und ū. Die Mehrzahl der Vokale wurde kurz gesprochen, Langvokale wurden in den meisten Handschriften nicht besonders gekennzeichnet. Vereinzelt wurde sie durch Doppelschreibung des Vokalbuchstaben, häufiger durch diakritische Zeichen wie Zirkumflex oder Akut markiert; in der modernen wissenschaftlichen Literatur dagegen werden Diakritika (meist Überstriche) systematisch gesetzt. Langvokale erschienen im Althochdeutschen nicht nur in Stammsilben, sondern sehr häufig auch in Affixen.

#### Mittelhochdeutsch
Im Mittelhochdeutschen bestand die althochdeutsche Opposition zwischen langen und kurzen Vokalen im Wesentlichen fort. Mittelhochdeutsche Langvokale werden in der wissenschaftlichen Literatur meist mit Zirkumflex, seltener mit Überstrich gekennzeichnet.

#### Frühneuhochdeutsch
Zu den wichtigsten Veränderungen, die der Vokalismus am Übergang zum Neuhochdeutschen durchgemacht hat, zählt die frühneuhochdeutsche Vokaldehnung in offener Silbe. Diese Vokaldehnung bildet die Grundlage der heutigen Opposition zwischen Kurz- und Langvokalen in Minimalpaaren wie Bahn [baːn] vs. Bann [ban]. Wie Aleksander Szulc aufgewiesen hat, war diese Veränderung im Mitteldeutschen bereits im 12. Jahrhundert zu beobachten. Von dort breitete sie sich aus und erreichte im 14. Jahrhundert auch das Oberdeutsche. Die Vokaldehnung erfolgte bei allen Kurzvokalen, denen im Mittelhochdeutschen keine Geminate, sondern ein einfacher intervokalischer Konsonant folgte. Schreiblich wurde sie nicht gekennzeichnet. Da die Gemination sich zur selben Zeit verlor und die erhaltenen Kurzvokale nun regelmäßig vor verdoppelten Konsonantenbuchstaben standen, war eine Kennzeichnung der Langvokale auch nicht notwendig.
Ebenfalls seit dem 12. Jahrhundert wurden – wieder vom mitteldeutschen Sprachraum ausgehend – umgekehrt viele der noch aus dem Althochdeutschen bestehenden Langvokale verkürzt. Betroffen waren vor allem Langvokale vor Konsonantenclustern wie ht und r+Konsonant. Beispiele:
- mhd. brāhte → nhd. brachte
- mhd. lērche → nhd. Lerche
- mhd. hōrchen → nhd. horchen

### Phonetik
Bei der Vokalquantität des Deutschen sind drei Phänomene von besonderem Interesse:
- die Opposition langer geschlossener und kurzer offener Vokale (z. B. Pose/Posse bzw. [⁠o:⁠]/[⁠ɔ⁠])
- die Opposition langer geschlossener und kurzer geschlossener Vokale (Gier/Giraffe bzw. [i:]/[i])
- singuläre Kurzvokale, die kein langes „Gegenstück“ haben und ausschließlich in Reduktionssilben und Affixen vorkommen ([⁠ə⁠], [⁠ɐ⁠])

#### Vokallänge und Wortakzent

##### In betonten Silben: lange geschlossene vs. kurze offene Vokale
Vokallaute werden in betonten Silben lang oder kurz gesprochen. Eine Besonderheit des Deutschen liegt darin, dass der Wechsel der Vokalquantität die Wortbedeutung verändert oder auslöscht.
| Lang vokal | Beispiel        | Kurz vokal | Beispiel        | Anmerkungen |
| ---------- | --------------- | ---------- | --------------- | --- |
| [aː]       | Bahn [baːn]     | [a]        | Bann [ban]      | Einzelne Phonetiker haben bemerkt, dass auch der Vokal [a] einen Qualitätswechsel durchmache. Zweifellos ist dies in einigen deutschen Mundarten der Fall, etwa im Bairischen. Beim Standarddeutschen gehen die meisten Autoren und auch das Aussprachewörterbuch der Duden-Reihe aber davon aus, dass Minimalpaare wie Bahn/Bann sich in puncto Vokalqualität nicht nennenswert unterscheiden. |
| [ɛː]       | bäte [ˈbɛːtə]   | [ɛ]        | bette [ˈbɛtə]   | In großen Teilen des norddeutschen Sprachraums entfällt der lange [ɛː]-Laut. Das Wort Mädchen z. B. wird dort nicht [ˈmɛːtçən], sondern [ˈmeːtçən] gesprochen, also mit langem [eː]. |
| [eː]       | bete [ˈbeːtə]   | [ɛ]        | bette [ˈbɛtə]   | |
| [iː]       | Miete [ˈmiːtə]  | [ɪ]        | Mitte [ˈmɪtə]   | |
| [oː]       | Polen [ˈpoːlən] | [ɔ]        | Pollen [ˈpɔlən] | |
| [øː]       | Höhle [ˈhøːlə]  | [œ]        | Hölle [ˈhœlə]   | |
| [uː]       | Buße [ˈbuːsə]   | [ʊ]        | Busse [ˈbʊsə]   | |
| [yː]       | fühle [ˈfyːlə]  | [ʏ]        | fülle [ˈfʏlə]   | |

Eine zweite Besonderheit besteht darin, dass der Kurzvokal sich gegenüber dem Langvokal auch in der Qualität verschiebt: die Zunge ist weniger hoch gewölbt und der Mund weiter geöffnet.
Phonologen haben immer wieder darüber gestritten, ob Minimalpaare wie die oben genannten primär durch die Opposition der Vokalquantität oder der Vokalqualität bestimmt seien. Eine grundlegende Klärung versprach das Silbenschnittmodell, das, weil es nicht empirisch untermauert werden konnte, Mitte des 20. Jahrhunderts verworfen, später u. a. von Theo Vennemann aber wieder ins Gespräch gebracht wurde.
Ob Vokale kurz oder lang gesprochen werden, hängt in vielen Fällen davon ab, wie viele und welche Konsonantenlaute am Silbenauslaut folgen:
| Langvokale | Kurzvokale |
| --- | --- |
| - Vokale, die am Silbenende erscheinen, werden in betonten Silben regelmäßig lang gesprochen: da, Schnee, wie, wo, Schuh - Vokale, auf die genau 1 Konsonantenlaut folgt, werden in einigen Wörtern lang, in anderen kurz gesprochen. Hier Beispiele für Langvokale: Tal [taːl], Meer [meːɐ̯], Lid [liːt], Dose [ˈdoːzə], gut [ɡuːt] - Vokale, auf die ein Silbengelenk folgt, das aus den Konsonantenclustern [bl], [dl], [gl], [br], [dr], [gr] besteht, werden immer lang gesprochen: Koblenz, Adler, Iglu, Zebra, Hydra, Sigrid - Weitere Konsonantencluster, die keine Vokalkürze erzeugen, können sich in Beugungs- und Ableitungsformen ergeben: malt, holst, gelebt, größte, Fahrt | - Vokale, auf die genau 1 Konsonantenlaut folgt, werden in einigen Wörtern lang, in anderen kurz gesprochen. Hier Beispiele für Kurzvokale: ab [ap], Ebbe [ˈɛbə], mit [mɪt], Sonne [ˈzɔnə], Kuss [kʊs] - Vokale, die vor [⁠ʃ⁠], [⁠ç⁠] oder [⁠x⁠] bzw. [⁠χ⁠] erscheinen, werden meist kurz gesprochen: Frosch [fʀɔʃ], ich [ɪç], Sache [ˈzaχə] - Vokale, auf die mehrere verschiedene Konsonanten folgen, werden meist kurz gesprochen: Angst [aŋst], Mensch [mɛnʃ], Gipfel [ˈɡɪpfl̩], horchen [ˈhɔʁçn̩], Furcht [fʊʁçt] |

##### In unbetonten Silben: geschlossene vs. offene Kurzvokale
In unbetonten Silben herrschen Kurzvokale vor. Diese können geschlossen oder offen sein:
| geschlossener Kurzvokal | Beispiele                            | offener Kurzvokal | Beispiele                                                                          |
| ----------------------- | ------------------------------------ | ----------------- | ---------------------------------------------------------------------------------- |
| [e]                     | Menü [meˈnyː]                        | [ɛ]               | Menthol [mɛnˈtoːl]                                                                 |
| [i]                     | kriminell [kʀimiˈnɛl], Juli [ˈjuːli] | [ɪ]               | Kristall [kʀɪsˈtal], Wagnis [ˈvaːknɪs], Ärztin [ˈɛːɐ̯ʦtɪn], ewig [ˈeːvɪç]           |
| [o]                     | porös [poˈʀøːs], Auto [ˈaʊ̯to]        | [ɔ]               | Porträt [pɔʁˈtʀɛː]                                                                 |
| [ø]                     | Ökologie [ˌøkoloˈɡiː]                | [œ]               | Östrogen [œstʀoˈgeːn]                                                              |
| [u]                     | Musik [muˈziːk], Tofu [ˈtoːfu]       | [ʊ]               | Muskat [mʊsˈkaːt], Übung [ˈyːbʊŋ], zusammen [ʦuˈzamən]                             |
| [y]                     | Hyperbel [hyˈpɛʁbl̩]                  | [ʏ]               | Hypnose [hʏpˈnoːzə]                                                                |
| -                       | -                                    | [a]               | Tapete [taˈpeːtə], Tastatur [tastaˈtuːɐ̯] Der Laut [a] wird immer offen gesprochen. |

Geschlossen sind solche Vokale in der Regel dann, wenn kein oder höchstens ein einziger Konsonantenlaut folgt. Offen sind sie, wenn [⁠ʃ⁠], ein Affrikat (wie [ks], [pf] oder [ts]) oder mehrere verschiedene Konsonantenlaute folgen. Auch in Suffixen kommen geschlossene Vokale nur ausnahmsweise vor.

##### Langvokale in unbetonten Silben
Ausnahmsweise werden Vokale auch in unbetonten Silben lang gesprochen:
- in Komposita

Alltag [ˈalˌtaːk], Lebwohl [leːpˈvoːl]
- in Wörtern mit betontem Affix

Präfix: Vortrag [ˈfoːɐ̯tʀaːk], unschön [ˈʊnʃøːn]
Suffix: Raserei [ˌʀaːzəˈʀaɪ̯], Fahrerei [ˌfaːʀəˈʀaɪ̯], Schießerei [ʃiːsəˈʀaɪ̯]
- in einigen unbetonten Suffixen und in Ableitungen von Wörtern mit diesen Suffixen

- in den Suffixen -bar, -sal, -sam, -mut und -tum

wunderbar [ˈvʊndɐbaːɐ̯], Trübsal [ˈtʀyːpzaːl], einsam [ˈaɪ̯nzaːm], Demut [ˈdeːmuːt], Altertum [ˈaltɐtuːm] (aber: Datum [ˈdaːtʊm]); demütig [ˈdeːmyːtɪç], Reichtümer [ˈʀaɪ̯çtyːmɐ]
- in vielen Wörtern auf -in oder -ian

Baldachin [ˈbaldaχiːn], Pavian [ˈpaːviːaːn]; Grobiänchen [ˈɡʀoːbi̯ɛːnçən]
- in vielen Wörtern auf -ar, -ir und -or

Februar [ˈfeːbʀuaːɐ̯], Jaguar [ˈjaːɡu̯aːɐ̯] (aber: Oskar [ˈɔskaʁ]), Tapir [ˈtaːpiːɐ̯] (aber: Emir [ˈeːmɪʁ]), Autor [ˈaʊ̯toːɐ̯]; Korridörchen [ˈkɔʀidøːɐ̯çən]
- der Laut [i:] im hebräischen Plural -im

Seraphim [ˈzeːʀafiːm]
- der Laut [i:] in deutschen Eigennamen auf -in

Erwin [ˈɛʁviːn], Hölderlin [ˈhœldɐliːn]
- gelegentlich am Wortende vor einem Konsonantenbuchstaben, sowie aus Ableitungen von solchen Wörtern

Balsam [ˈbalzaːm], Heimat [ˈhaɪ̯maːt], Heirat [ˈhaɪ̯ˌʀaːt], Leichnam [ˈlaɪ̯çnaːm], Herzog [ˈhɛʁʦoːk], Kleinod [ˈklaɪ̯noːt], Bischof [ˈbɪʃo:f], (neben: [ˈbɪʃɔf]); Scheusäler [ˈʃɔɪ̯ˌzɛːlɐ], Kleinödchen [ˈklaɪ̯nøːtçən], Bischöfe [ˈbɪʃøːfə] (neben: [ˈbɪʃœfə])
- selten in der mittleren Silbe

Almosen [ˈalmoːzən] (vgl. Alkohol [ˈalkohoːl])
- in Aussprachevarianten und Ableitungen von Wörtern, in denen die Silbe sonst betont und langvokalisch ist

Schakal [ˈʃakaːl]  (Standardaussprache: [ʃaˈkaːl]), passiv [ˈpasiːf] (vs. [paˈsiːf]), Vampir [ˈvampiːɐ̯] (vs. [vamˈpiːɐ̯]), alogisch [ˈaloːɡɪʃ] (vs. logisch [loːɡɪʃ]), Alkohol [ˈalkohoːl] (vs. [alkoˈhoːl])

#### Prüfbarkeit der Vokallänge
Die Einteilung in kurze und lange Vokale ist nicht an eine bestimmte physikalische Dauer des Lauts geknüpft. Des einen Sprechers lange Vokale können kürzer sein als eines anderen Sprechers kurze Vokale. Zur Verständigung erforderlich ist nur, dass ein Sprecher überhaupt eine hörbare Unterscheidung zwischen kurzen und langen Vokalen macht. Bei Worten, in denen sich die Vokalquantität nicht durch paarweise Gegenüberstellung ermitteln lässt, greift Analogiebildung.
Beispiel: Ist das a in das kurz oder lang? Diese Frage lässt sich nicht anhand der Rechtschreibung entscheiden. Man geht vielmehr so vor, dass man das zu untersuchende Wort abwandelt, dabei aber den zu untersuchenden Vokal unverändert lässt: das, Fass, fasse, Masse – bis man auf ein Kontrastpaar, Masse/Maße stößt, anhand dessen man eindeutig entscheiden kann, dass das a in Masse und folglich auch in fasse, Fass, das ein kurzer Vokal ist.
Die Ermittlung einer Vokalquantität hängt also nicht von einer – unvermeidlich unscharfen – subjektiven Empfindung ab, der Vokal werde mehr oder weniger lang ausgesprochen, sondern von der Einordnung in eine von zwei scharf definierten Klassen.

### Orthographie

#### Kennzeichnung der Vokallänge in betonten Silben

##### Vokal + 1 Konsonantenlaut
Wie weiter oben ausführlicher dargestellt, werden Vokallaute, denen im Silbengelenk oder am Wortende genau 1 Konsonantenlaut folgt, in manchen Wörtern kurz, in anderen lang gesprochen:
Weg [veːk] ‒ weg [vɛk]
Eine Besonderheit des deutschen Schreibsystems ist es, dass die Vokalqualität nicht durch ein besonderes Vokalgraphem, sondern durch ein besonderes Graphem für den nachfolgenden Konsonanten markiert wird; nach Langvokalen wird dieser Konsonantenbuchstabe 1-fach geschrieben, nach Kurzvokalen wird er verdoppelt:
Met [meːt] ‒ Mett [mɛt]
Möglich ist diese Handhabung der Vokallänge dadurch, dass es im Standarddeutschen ‒ anders als z. B. im Italienischen (fato vs. fatto), Russischen und Finnischen ‒ keine doppelten Konsonantenlaute gibt. Der stimmlose Plosiv [t] etwa „explodiert“ auch in dem Wort Mett nur 1-mal. Auch andere Konsonanten sind bei scharfem Silbenschnitt, also nach Kurzvokalen, nur um ca. 20 % länger als nach Langvokalen. In vielen Untersuchungen wurde überhaupt kein Längenunterschied festgestellt.
Verdoppelt werden im Deutschen die Konsonantenbuchstaben b, d, f, g, l, m, n, p, r, s und t. Aus dem Buchstaben k wird durch Verdoppelung ck, aus z wird tz. Die Grapheme ch, sch, chs, cks, x und pf erscheinen meist hinter Kurzvokalen und werden niemals verdoppelt.
| Konsonant        | Konsonant   | nach Langvokal | nach Langvokal                             | nach Kurzvokal | nach Kurzvokal                              | Anmerkungen                                                                             |
| im Silben gelenk | am Wortende | Graphem        | Beispiele                                  | Graphem        | Beispiele                                   | Anmerkungen                                                                             |
| ---------------- | ----------- | -------------- | ------------------------------------------ | -------------- | ------------------------------------------- | --------------------------------------------------------------------------------------- |
| [b]              | [p]         | b              | Gabe [ˈɡaːbə], gab [gaːp]                  | bb             | Krabbe [ˈkʀabə]                             |                                                                                         |
| [ç]              | [ç]         | ch             | Gespräch [ɡəˈʃpʀɛːç]                       | ch             | rächen [ˈʀɛçən]                             | Langvokale vor [ç] sind äußerst selten.                                                 |
| [χ], [x]         | [χ], [x]    | ch             | nach [naːχ]                                | ch             | Fach [faχ]                                  |                                                                                         |
| [ks]             | [ks]        | chs, ks        | Wuchs [vuːks], Keks [keːks]                | chs, cks, x    | Fuchs [fʊks], Klecks [klɛks], Hexe [ˈhɛksə] | Langvokale vor [ks] sind äußerst selten.                                                |
| [d]              | [t]         | d              | Pfade [ˈpfaːdə], Pfad [pfaːt]              | dd             | Paddel ['padl̩]                              |                                                                                         |
| [f]              | [f]         | f              | Hof [hoːf]                                 | ff             | hoffen [ˈhɔfən], Haff [haf]                 |                                                                                         |
| [g]              | [k]         | g              | Tage [ˈtaːɡə], Tag [taːk]                  | gg             | Flagge [ˈflaɡə]                             |                                                                                         |
| [k]              | [k]         | k              | Ekel [ˈeːkl̩]                               | ck             | Ecke [ˈɛkə]                                 | In Eigennamen steht ck vereinzelt auch hinter Langvokalen (Mecklenburg [ˈmeːklənbʊʁk]). |
| [l]              | [l]         | l              | Tal [taːl]                                 | ll             | Teller [ˈtɛlɐ]                              |                                                                                         |
| [m]              | [m]         | m              | Krümel [ˈkʀyːməl]                          | mm             | krumm [kʀʊm]                                |                                                                                         |
| [n]              | [n]         | n              | Tränen [ˈtʀɛːnən]                          | nn             | trennen [ˈtʀɛnən]                           |                                                                                         |
| [p]              | [p]         | p              | Lupe [ˈluːpə]                              | pp             | Truppe [ˈtʀʊpə]                             |                                                                                         |
| [pf]             | [pf]        | ‒              | ‒                                          | pf             | Zopf [ʦɔpf]                                 |                                                                                         |
| [r]              | [r]         | r              | wir [viːɐ̯]                                 | rr             | wirr [vɪʁ]                                  |                                                                                         |
| [z]              | [s]         | s              | lesen [ˈleːzn̩], las [laːs]                 | ‒              | ‒                                           | [z] wird am Silbenende nur nach Langvokal gesprochen.                                   |
| [s]              | [s]         | s, ß           | Nase [ˈnaːzə], Spaß [ʃpaːs]                | ss             | Kasse [ˈkasə], nass [nas]                   |                                                                                         |
| [ʃ]              | [ʃ]         | sch            | Dusche [ˈduːʃə]                            | sch            | Tusche [ˈtʊʃə]                              | Langvokale vor [ʃ] sind sehr selten.                                                    |
| [t]              | [t]         | t              | Rat [ʀaːt]                                 | tt             | Ratte [ˈʀatə]                               |                                                                                         |
| [v]              | [f]         | v, w           | Lava [ˈlaːva], Löwe [ˈløːvə], brav [bʀaːf] | ‒              | ‒                                           | [v] wird am Silbenende nur nach Langvokal gesprochen.                                   |
| [ts]             | [ts]        | z              | duzen [ˈduːʦn̩]                             | tz             | Dutzend [ˈdʊtsn̩t]                           |                                                                                         |

In den meisten Fällen kann man aus dem Schriftbild zweifelsfrei auf die Vokalqualität und damit auf die Aussprache schließen. Ausnahmen gibt es nur wenige; darunter befinden sich allerdings viele der häufigsten Wörter der deutschen Sprache:
- Kurzvokal vor genau 1 Konsonantenbuchstaben:

ab, am, bis, das, es, hat, in, mit, ob, un-, von, was
- Kurzvokal vor genau 1 Konsonantenbuchstaben in einigen Akronymen und verkürzten Wörtern:

FAZ, taz, TÜV; Bus, Lok, Prof
- Langvokal vor mehr als 1 Konsonantenbuchstaben:

Buch, nach, Plüsch, Sprache, Wuchs

##### Andere Konfigurationen
Wie oben dargestellt, sind Vokale in offenen Silben immer lang. In Wörtern wie ja, so oder du, in denen auf den Vokal am Silbenende oder im Silbengelenk kein Konsonantenlaut folgt, braucht die Länge nicht gesondert gekennzeichnet zu werden.
Das Umgekehrte gilt für Vokale, auf die mehrere verschiedene Konsonantenlaute folgen. In den meisten Fällen sind sie kurz (schwarz, Rost, Wunsch). Auch hier ist eine zusätzliche Kennzeichnung der Vokalkürze weder möglich noch nötig.
Allerdings gilt die Regel nicht ausnahmslos: in Husten, Krebs, Mond, Obst, Vogt und Wüste z. B. werden die Vokale trotz nachfolgender Konsonantencluster lang gesprochen. Einige Bündel von Konsonantenbuchstaben markieren sogar regelmäßig Langvokale:
- gd (Jagd, Magd)
- gs (flugs, tags)
- ks (Keks, Koks, piksen)
- ts (Lotse, Rätsel, stets)

Weitere Konsonantencluster, die keine Vokalkürze anzeigen, können sich im Silbengelenk und bei Beugungsformen von Verben und Adjektiven ergeben (siehe weiter oben).

##### Funktion von Dehnungszeichen
Von den genannten Ausnahmen abgesehen, stellen die Konsonantengrapheme regelmäßig klar, ob Vokale lang oder kurz gesprochen werden. Die sogenannten Dehnungszeichen setzen erst an einer Stelle ein, an der hinsichtlich Aussprache eines Vokals bereits kein Zweifel mehr besteht. Als Längenzeichen sind sie redundant.
In dem Wort Zahl zum Beispiel würde der Laut [a:] auch dann lang gesprochen, wenn das stumme h entfiele. Auf den Vokalbuchstaben folgt nämlich genau 1 Konsonantenbuchstabe (das l), sodass die Bedingungen für die Kennzeichnung eines Langvokals vollständig erfüllt sind. In den Wörtern Mal, Qual, Schal, Tal und Wal, die ohne stummes h geschrieben werden, steht die Länge des Vokals ja ebenfalls außer Zweifel.
Langvokale kommen ‒ graphemisch gesprochen ‒ ohne Dehnungszeichen aus. Auf der Ausspracheseite bekräftigen die Dehnungszeichen jedoch, was die Konsonantengrapheme schon angezeigt haben. Vokale, die ein Dehnungszeichen haben, werden in betonten Silben immer lang gesprochen. In einigen Fällen (z. B. Meer/mehr, Bote/Boote, Mine/Miene, war/wahr) sind die Dehnungszeichen auch bedeutungsunterscheidend.

#### Orthografische Probleme in unbetonten Silben
In unbetonten Silben bietet die Vokalquantität der Orthografie mehrere Schwierigkeiten.
So werden die ‒ relativ seltenen ‒ kurzen geschlossenen Vokale von Schreibenden leicht mit den weitaus stärker verbreiteten kurzen offenen Vokalen verwechselt. Da der nachfolgende Konsonantenbuchstabe bei letzteren oft verdoppelt, bei ersteren aber nur einfach geschrieben wird, kommt es vielfach zu Falschschreibungen (z. B. „Dilletant“ statt Dilettant, „Elipse“ statt Ellipse).
Eine weitere Schwierigkeit besteht darin, dass kurze Vokale vereinzelt mit Dehnungszeichen geschrieben werden müssen:
- in Fremdwörtern am Wortende

Allah [ˈala] (neben: [aˈlaː]), Korah [ˈkoːʀa]; Oldie [ˈoːldi]
- in einigen Adverbien und Konjunktionen

vielleicht [fiˈlaɪ̯çt], wieso [viˈzoː], wiewohl [viˈvoːl], wohlan [volˈan] (neben: [voːlˈan]), wohlauf [volˈaʊ̯f] (neben: [vo:lˈaʊ̯f])

## Vokalquantität in anderen Sprachen

### Sprachen mit zwei Vokalquantitäten
Eine zweiwertige Einteilung in kurze und lange Vokale gibt es auch in vielen anderen Sprachen. Oft sind die kurzen und die langen Vokale jedoch im Vokaltrapez so unterschiedlich angeordnet, dass die Opposition kurz – lang immer mit einem deutlichen Unterschied der Artikulation einhergeht.
Im Englischen beruht der minimale Kontrast in dem Paar
- hit /ɪ/ vs. heat /hiːt/

sowohl auf unterschiedlicher Tondauer als auch auf unterschiedlicher Mundöffnung; bei anderen kurz-lang-Paaren ist der Artikulationsunterschied noch deutlicher; mehrere lange Vokale des Altenglischen sind überdies zu Diphthongen geworden.
Im Englischen wird die Situation noch dadurch kompliziert, dass stimmhafte Konsonanten am Silbenende in einigen Aussprachevarianten (accents) eine Vokallängung zur Folge haben, so dass sich der Unterschied in diesen speziellen Fällen fast nur noch auf die Qualität beschränkt. Hier ein Beispiel:
- pick [pɪk] – peak [piːk] –  pig [pɪːg]

Ein ähnlicher Prozess hat in der deutschen Sprachgeschichte dazu geführt, dass Silben, die auf stimmhaften Konsonanten endeten, gelängt wurden.
Das Japanische ist ein Beispiel einer Sprache, in der der Vokalquantität große Wichtigkeit zukommt. Jeder der fünf Vokale (a, e, i, o, u) kann gelängt vorkommen, dabei ist in vielen Fällen die Länge eines Vokals bedeutungsentscheidend. Die entsprechenden Silben sind dann zwei Moren statt eine lang. In den Silbenschriften (genauer: Morenschriften) Hiragana und Katakana wird diese Extra-More explizit ausgedrückt. Beispiele (in Schreibweise mit Kanji und in reiner Hiragana-Schreibweise):
- 御祖母さん bzw. おばあさん o-bā-san /⁠obaːsaɴ⁠/ („Oma“) – 小母さん bzw. おばさん oba-san /⁠obasaɴ⁠/ („Tante“)
- ええ /⁠ɛː⁠/ („ja“, ohne Kanji-Schreibweise) – 絵 bzw. え e /⁠ɛ⁠/ („Bild“)
- 御祖父さん bzw. おじいさん o-jī-san /⁠o(d)ʑiːsaɴ⁠/ („Opa“) – 小父さん bzw. おじさん oji-san /⁠o(d)ʑisaɴ⁠/ („Onkel“)
- 可愛い bzw. かわいい kawaii /⁠kaɰaiː⁠/ („niedlich“, siehe kawaii) – 河合 bzw. かわい kawai /⁠kaɰai⁠/ (Kawai, Familien- und Firmenname)
- 少女 bzw. しょうじょ shōjo /⁠ɕoː(d)ʑo⁠/ („Mädchen“) – 処女 bzw. しょじょ shojo /⁠ɕo(d)ʑo⁠/ („Jungfrau“)
- 大通り bzw. おおどおり ōdōri /⁠oːdoːɺi⁠/ („große Straße“, „Hauptstraße“) – 踊り bzw. おどり odori /⁠odoɺi⁠/ („Tanz“)
- 通り bzw. とおり tōri /⁠toːɺi⁠/ („Straße“) – 鳥 bzw. とり tori /⁠toɺi⁠/ („Vogel“) – 鳥居 bzw. とりい torii /⁠toɺiː⁠/ (Torii)
- 数詞 bzw. すうし sūshi /⁠sɯːɕi⁠/ („Zahlwort“) – 寿司 bzw. すし sushi /⁠sɯɕi⁠/ (Sushi)

Kurzes „o“ kann auch als /⁠ɔ⁠/ realisiert werden, entscheidend ist jedoch die Länge. Beim langen „o“ unterschieden frühere Sprachstufen des Japanischen vermutlich sogar /⁠ɔː⁠/ und /⁠oː⁠/, dieser Kontrast ist im heutigen Japanisch nicht mehr vorhanden.

### Sprachen ohne Vokalquantität
Es gibt viele Sprachen, in denen die Vokalquantität als Unterscheidungsmerkmal gar nicht verwendet wird, Beispiele dafür sind das Polnische und alle anderen lebenden slawischen Sprachen, außer dem Tschechischen, Slowakischen, Slowenischen und Serbokroatischen, alle lebenden romanischen Standard-Sprachen, wie etwa das Spanische und Portugiesische, mit Ausnahme bestimmter nordfranzösischer Varianten des Standard-Französischen, wie dem  Wallonischen und das Lothringischen, dazu kommen noch einige norditalienische Dialekte, wie das Friaulische. Das Neugriechische hat im  Gegensatz zum Altgriechischen die Unterscheidung zwischen langen und kurzen Vokalen verloren, ebenso das moderne Ivrit im Gegensatz zum Alt- oder Bibel-Hebräischen.

### Sprachen mit mehr als zwei Vokalquantitäten
Selten sind Sprachen, die drei Vokalqualitäten aufweisen. Dazu gehören das Estnische, das  die drei Vokalqualitäten: lang – mittel – kurz kennt, ebenso das Chaladschische und  der Kemmyn-Dialekt des Kornischen.
Das mit dem Estnischen verwandte und seit 2013 ausgestorbene Livische kannte sogar vier  Vokalquantitäten: überlang – halblang – kurz – überkurz.

## Vokalquantität als metrische Grundlage der antiken Dichtung
Im Altgriechischen und Lateinischen beruht die gesamte Dichtung nicht wie im Deutschen auf Wortbetonung und Reim, sondern auf der Silbenquantität, wofür neben dem Merkmal offen/geschlossen die Vokalquantität bestimmend ist.